# Litsea guppyi
Litsea guppyi là loài thực vật có hoa trong họ Nguyệt quế. Loài này được (F. Muell.) F. Muell. ex Forman miêu tả khoa học đầu tiên năm 1965.